# Nokia 2
Nokia 2 — смартфон на Android початкового рівня, розроблений компанією HMD Global під брендом Nokia. Був представлений 31 жовтня 2017 року.

## Дизайн
Екран виконаний зі скла Corning Gorilla Glass 3. Задня панель виконана з пластику. Рамка виконана з алюмінію.
Смартфон захищений від вологи та пилу по стандарту IP52.
Знизу розміщені роз'єм microUSB та мікрофон. Зверху розташовані 3.5 мм аудіороз'єм та другий мікрофон. З правого боку розміщені кнопки регулювання гучності та кнопка блокування смартфона. На задній панелі розміщені блок основної камери з LED-спалахом та динамік. Під знімною задньою панеллю розташовані залежно від версії слоти під 1 SIM-картку і карту пам'яті формату microSD до 128 ГБ або слоти під 2 SIM-картки і карту пам'яті формату microSD до 128 ГБ.
В Україні Nokia 2 продавався в 3 кольорах: Чорному з оловом, Білому з оловом та Чорному з міддю.

## Технічні характеристики

### Платформа
Смартфон отримав процесор Qualcomm Snapdragon 212 та графічний процесор Adreno 304.

### Батарея
Смартфон отримав батарею об'ємом 4100 мА·год.

### Камера
Смартфон отримав основну камеру 8 Мп з автофокусом та здатністю запису відео в роздільній здатності 720p@30fps. Фронтальна камера отримала роздільність 5 Мп та здатність запису в роздільній здатності 720p@30fps.

### Екран
Екран LTPS LCD, 5.0", HD (1280 × 720) зі співвідношенням сторін 16:9 та щільністю пікселів 294 ppi.

### Пам'ять
Смартфон продавався в комплектації 1/8 ГБ.

### Програмне забезпечення
Nokia 2 був випущений на Android 7.1.1 Nougat. 5 березня 2019 року був оновлений до Android 8.1 Oreo.
Смартфон, на відміну від інших моделей Nokia 2017 року, не ортрримав оновлення до Android 9 Pie, бо мав надто слабкий процесор та недостатню кількість оперативної пам'яті. Але на Android Go він також не міг перейти, бо він з самого початку не входив у цю програму. Зате смартфон отримував оновлення системи безпеки Android до листопада 2019 року.

## Рецензції
Оглядач з інформаційного порталу ITC.ua поставив Nokia 2 2.5 бали з 5. До мінусів він відніс 1 ГБ оперативної пам'яті, слабкий процесор, малу кількість вбудованої пам'яті та швидкість роботи інтерфейсу. До плюсів оглядач відніс непоганий дисплей, автономність та якість збірки. У висновку він сказав, що «Nokia 2 тільки на папері є конкурентом доступним Xiaomi та Meizu. Низький рівень продуктивності, скромні об'єми оперативної і користувацької пам'яті ставлять істотні обмеження в користуванні смартфона…»
Оглядач з Pingvin.Pro поставив смартфону 3.8 бали з 10. До плюсів смартфона відніс захист від вологи та пилу по стандарту IP52 , скло Corning Gorilla Glass 3, непоганий екран та автономність. Слабку платформу та камери. Висновку оглядач сказав: «Nokia 2 вийшов досить неоднозначним. Сьогодні на ринку є з чого обрати, навіть з кращими характеристиками і не набагато дорожче.»